# Kamiyachō (métro de Tokyo)
Kamiyachō (神谷町駅, Kamiyachō-eki) est une station du métro de Tokyo sur la ligne Hibiya dans l'arrondissement de Minato à Tokyo. Elle est exploitée par le Tokyo Metro.

## Situation sur le réseau
La station Kamiyachō est située au point kilométrique (PK) 5,7 de la ligne Hibiya.

## Histoire
La station a été inaugurée le 25 mars 1964.

## Services aux voyageurs

### Accès et accueil
La station est ouverte tous les jours. Elle se compose de 2 voies encadrées par 2 quais latéraux.
En moyenne, 98 464 voyageurs ont fréquenté quotidiennement la station en 2015.

### Desserte
- Ligne Hibiya :
  - voie 1 : direction Naka-Meguro
  - voie 2 : direction Kita-Senju (interconnexion avec la ligne Tōbu Skytree pour Kuki et Minami-Kurihashi)

Installations de la station
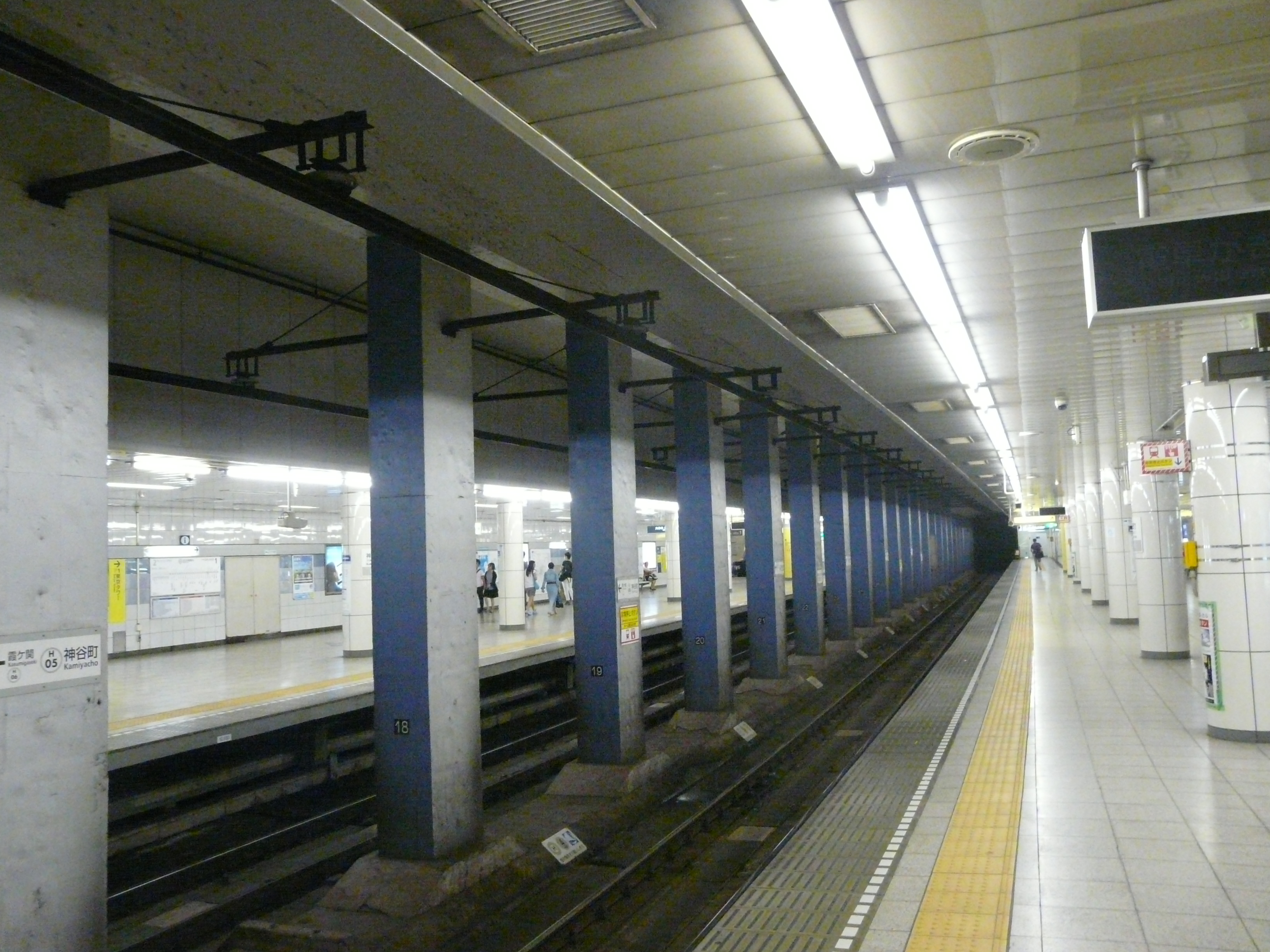
Quai de la ligne Hibiya
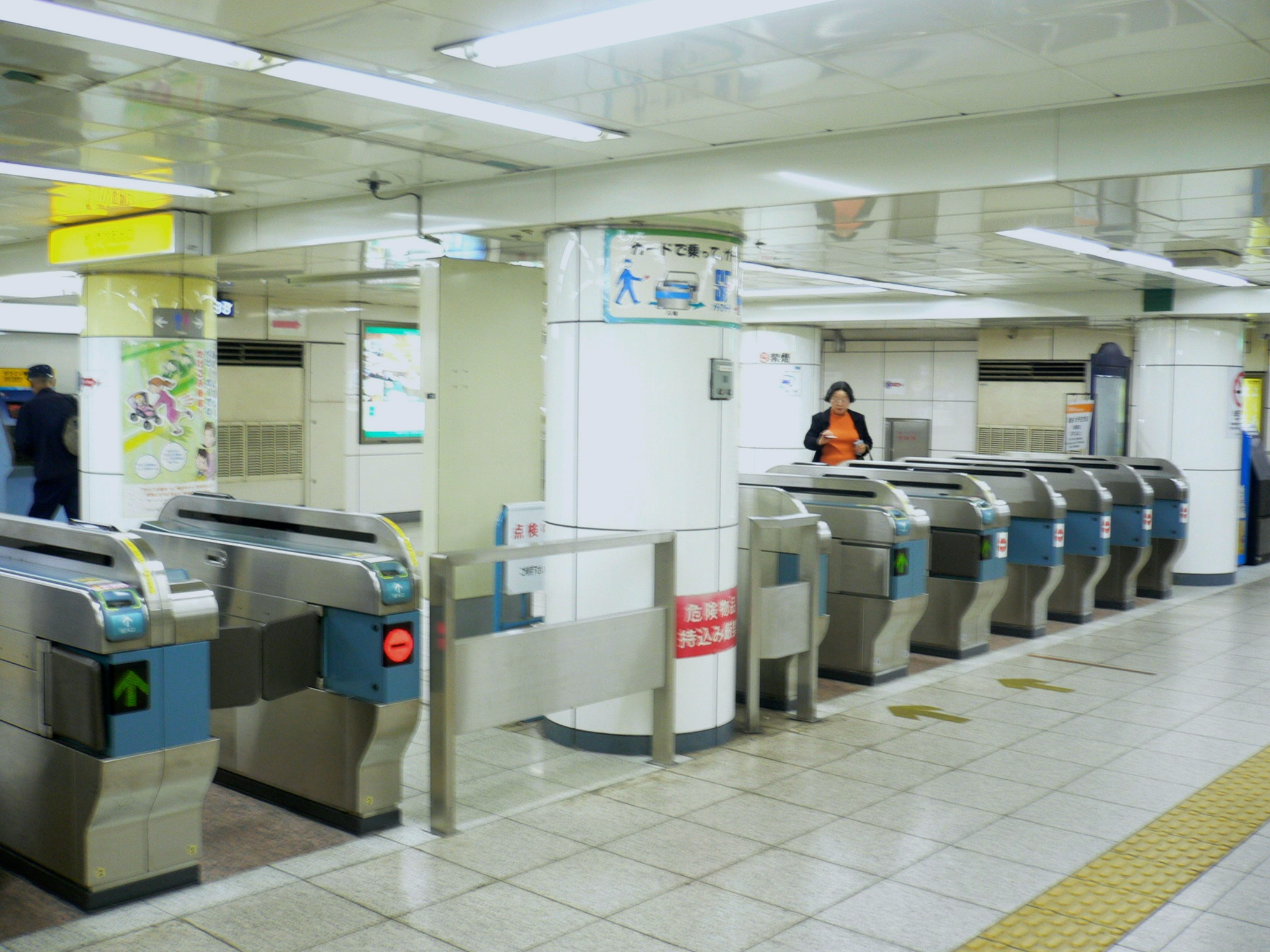
Ligne de contrôle